# Carneirinho
Carneirinho é um município brasileiro do estado de Minas Gerais, localizado na Microrregião de Frutal, no Triângulo Mineiro.

## História
Até a chegada dos primeiros colonizadores europeus à região, no século XVI, a mesma era habitada por índios caiapós e bororós.

## Geografia
Carneirinho possui área de 2 061 quilômetros quadrados e densidade demográfica de 4,10 habitantes por quilômetro quadrado. Está situado a 470 metros de altitude em relação ao nível do mar, sendo que o relevo tem topografia caracterizada por superfícies planas ligeiramente onduladas, típicas da região do Planalto Central do Brasil. A temperatura média anual é de trinta graus centígrados. A precipitação pluvial média anual dos últimos dez anos é de 1 450 milímetros, com 120 dias de chuvas concentradas.
Situado na confluência dos rios Grande e Paranaíba, no extremo oeste do estado de Minas Gerais, o município tem limites com Itajá (GO) a norte, Limeira do Oeste a nordeste, Iturama a leste, Populina, Mesópolis e Santa Albertina a sudeste, Santa Rita d'Oeste e Santa Clara d'Oeste (estas cinco em São Paulo) a sul e Aparecida do Taboado e Paranaíba (as duas últimas no Mato Grosso do Sul) a oeste. É o único município de Minas Gerais que faz divisa com o Mato Grosso do Sul. É o município brasileiro onde nasce o Rio Paraná, do encontro do Rio Paranaíba com o Rio Grande, nas coordenadas geográficas 20° 4'11.02"S e 50°59'57.60"O.
Tem como distritos Aparecida do Paranaíba "Barbosa", Estrela da Barra, Fátima do Pontal, Gracilândia e São Sebastião do Pontal.

## Demografia
Sua população recenseada em 2022 pelo Instituto Brasileiro de Geografia e Estatística era de 9 422 habitantes.

## Política
Foi nomeado, pelo governador, como intendente do município, Cássio Rosa de Assunção.
Em 1º de janeiro de 1993, tomou posse o primeiro prefeito eleito do município, João Tiago de Queiroz, para um mandato de quatro anos.
Em 1º de janeiro de 1997, foi empossado o segundo prefeito eleito do município, Cássio Rosa de Assunção, também para um mandato de quatro anos.
Em 1º de janeiro de 2001, tomou posse o terceiro prefeito eleito do município, João Tiago de Queiroz, que permaneceu no cargo até dezembro de 2004.
Em 1º de janeiro de 2005, assumiu o cargo de prefeito Cássio Rosa de Assunção, sendo o quarto a assumir o município desde sua emancipação.
Em 1º de janeiro de 2009, assumiu a primeira mulher como prefeita do município de Carneirinho, Dalva Maria de Queiroz Tiago e, como vice-prefeito, Osvaldo Alves de Matos.
Em 1º de janeiro de 2013, assumiu o cargo de prefeito do município, o Sr. Willian Martins Maia, e como vice-prefeito o Sr. Bertolino Felisberto de Almeida.
Em 1º de janeiro de 2017, assumiu o cargo de prefeito municipal, novamente, o Sr. Cássio Rosa de Assunção, e seu vice-prefeito, o Sr. Edilson Lima.

## Cultura
Na cultura, o município de destaca por suas festividades, sendo as principais:
- Expocar (Exposição de Carneirinho)
- Carnaval de Rua
- Primavera Country
- Baile de Aleluia
- Quermesse da Paróquia de Nossa Senhora Aparecida e São Sebastião.

## Galeria

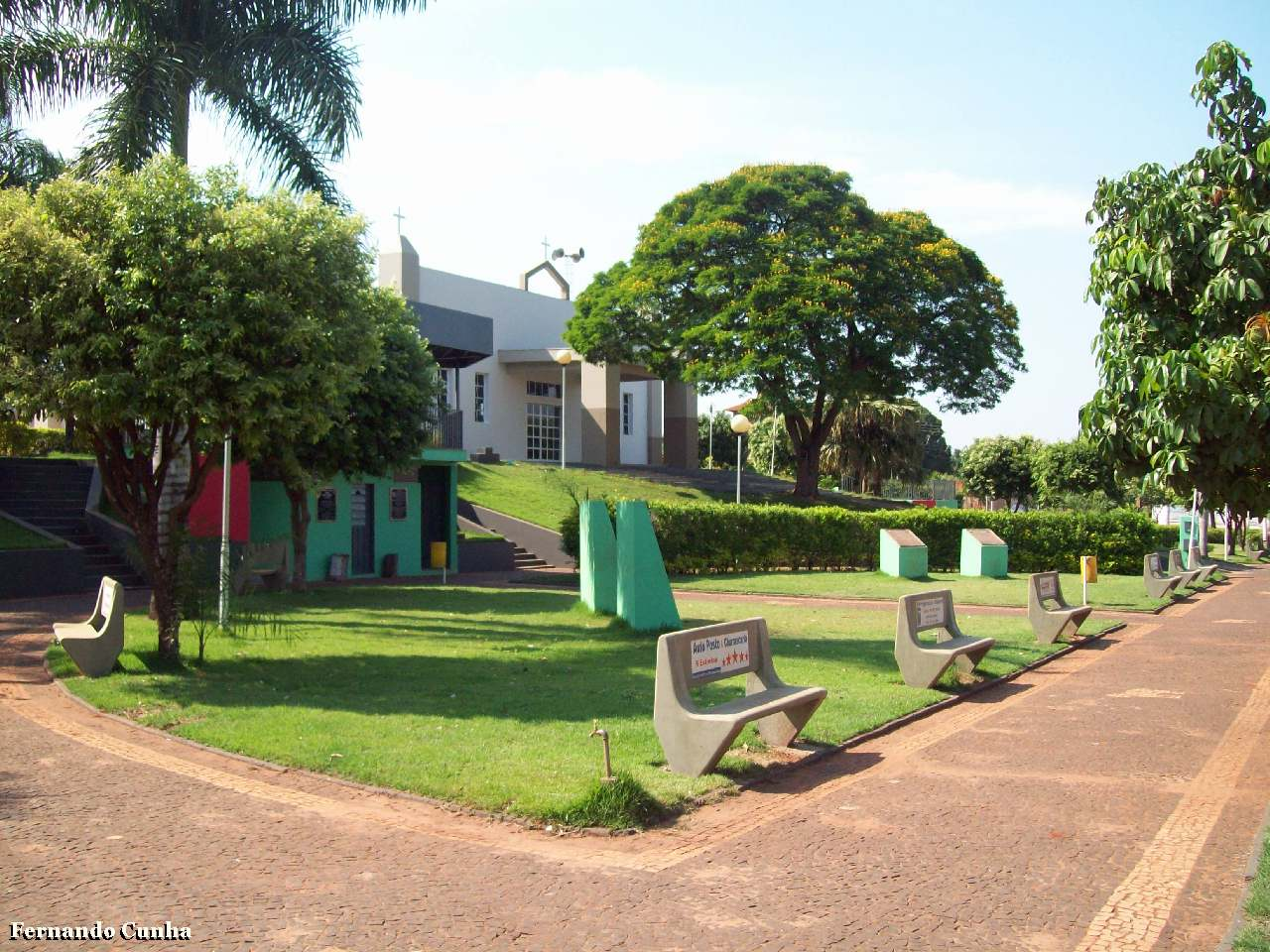
Igreja de Nossa Senhora Aparecida
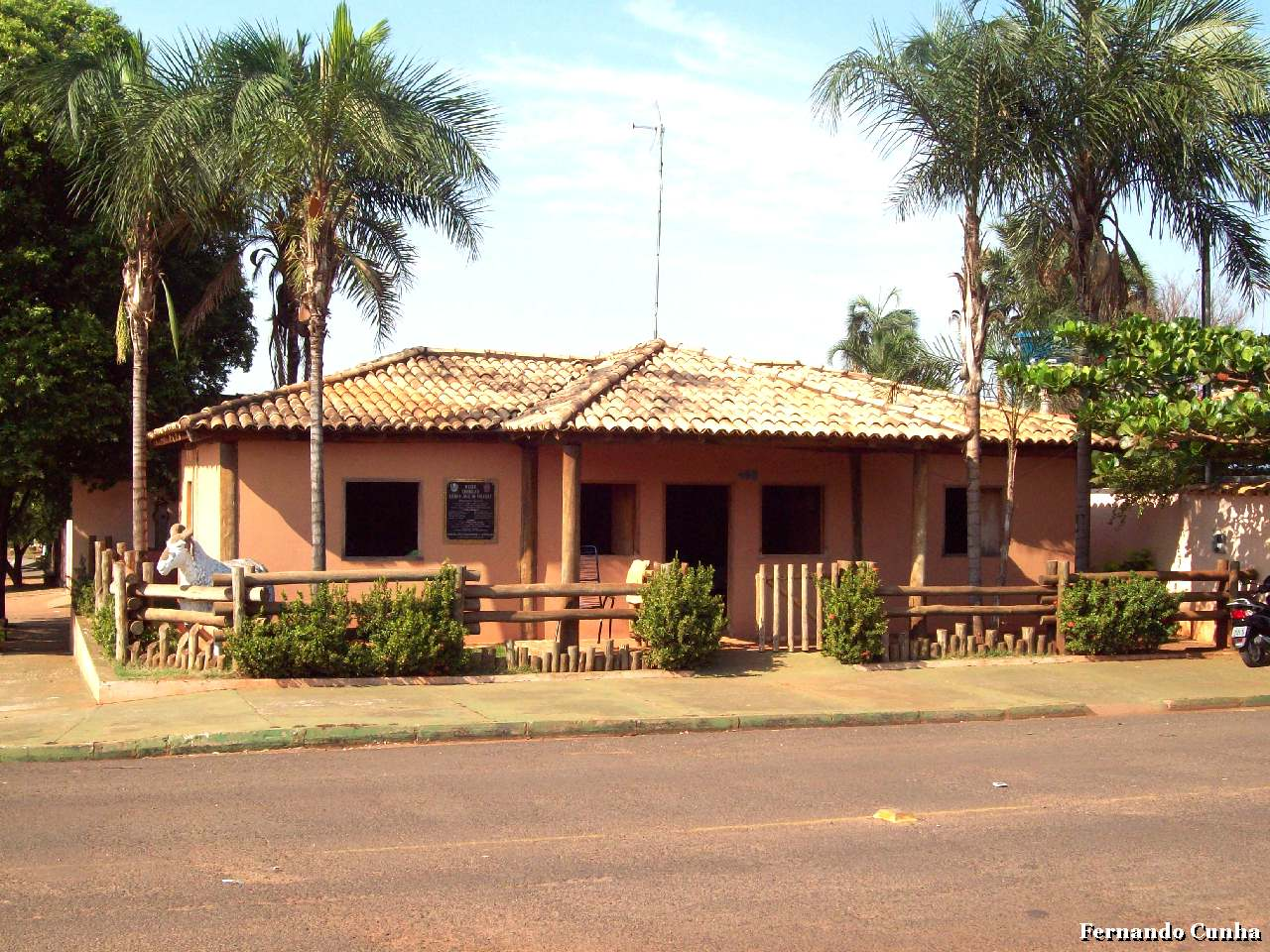
Primeira casa da cidade de Carneirinho, hoje um Museu Municipal.
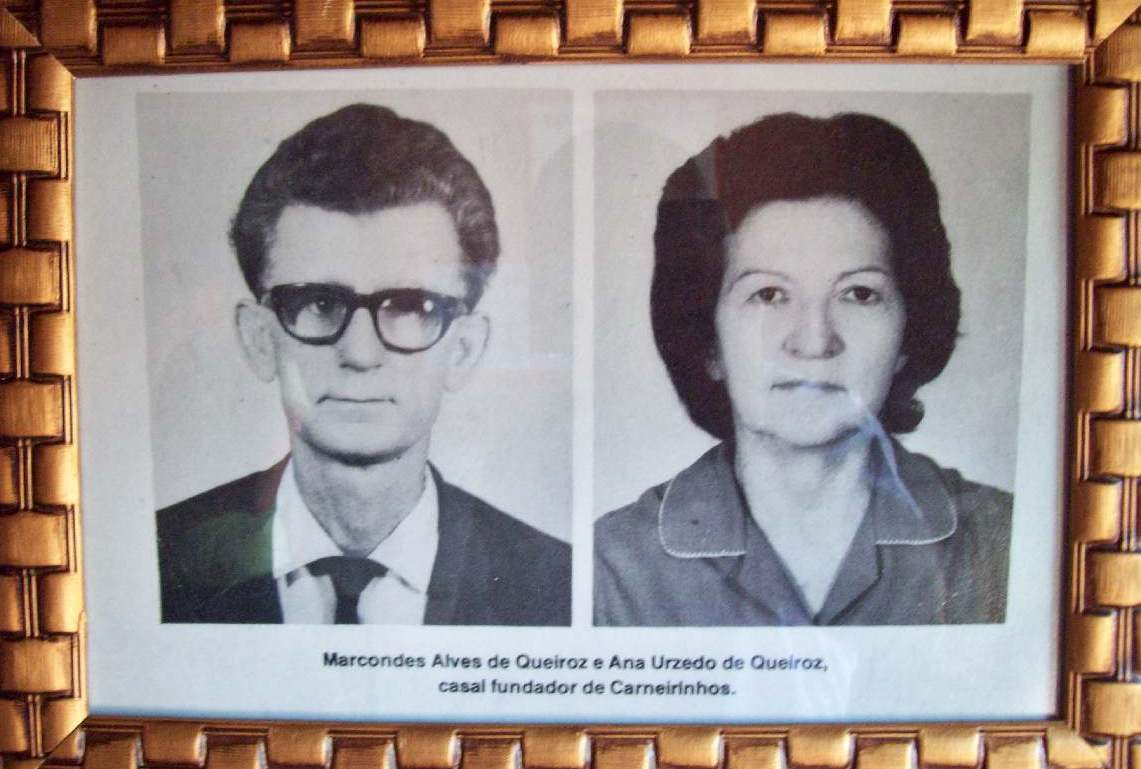
Marcondes Alves de Queiroz e Ana Urzedo de Queiroz, casal fundador da cidade de Carneirinho
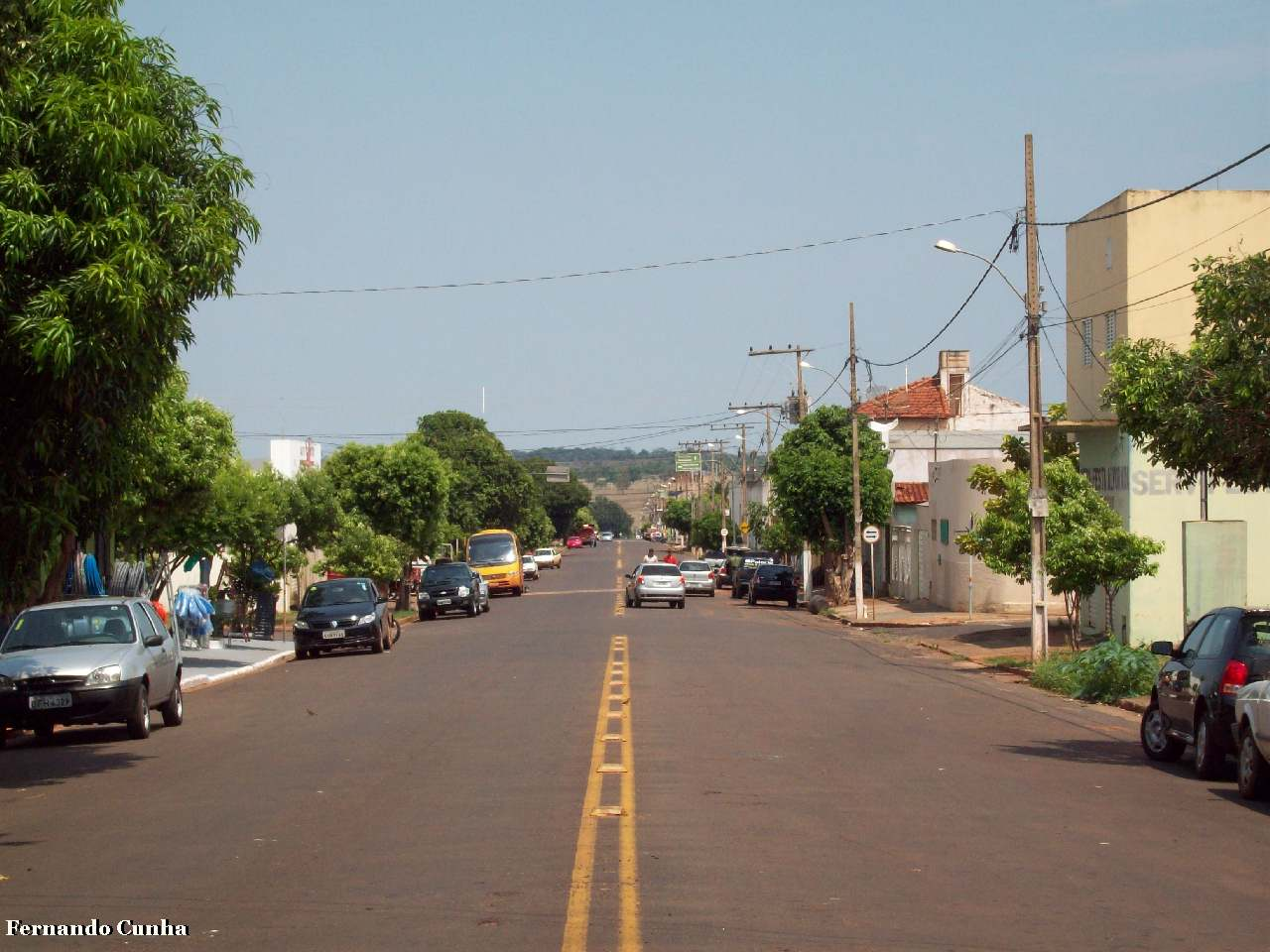
Rua Doutor Ulysses Guimarães
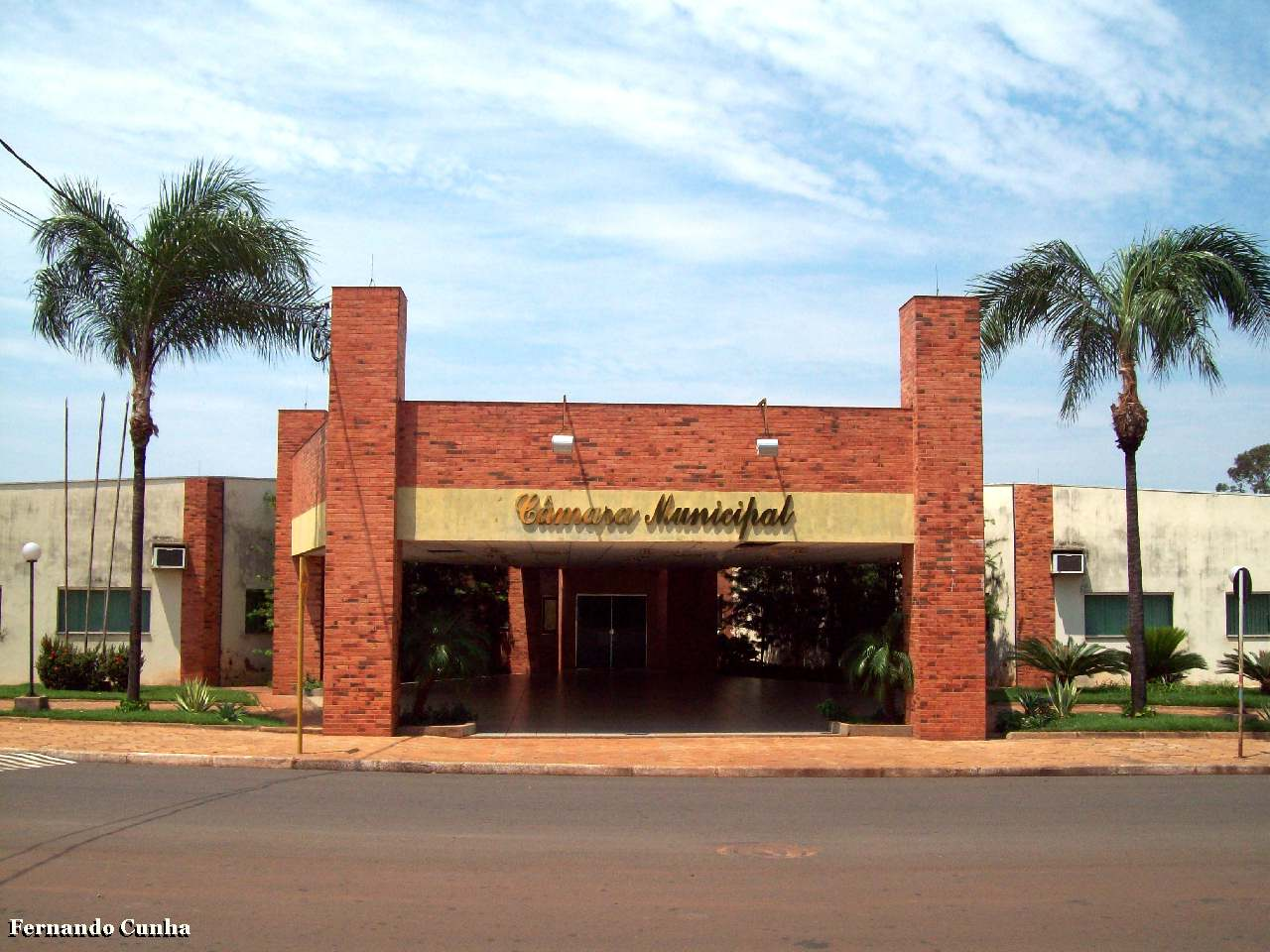
Câmara Municipal de Carneirinho, órgão legislativo.